# ماريا مارتينز
ماريا مارتينز (بالفرنسية: Maria Martins)‏ هي منافسة ألعاب القوى فرنسية، ولدت في 1 أبريل 1974.

## وصلات خارجية
- ماريا مارتينز على موقع الاتحاد الدولي لألعاب القوى (الإنجليزية)
- ماريا مارتينز على موقع الاتحاد الفرنسي لألعاب القوى (الفرنسية)
- ماريا مارتينز على موقع أوليمبيديا (الإنجليزية)